# Nyugat-kínai szomorú ciprus
A nyugat-kínai szomorú ciprus (Cupressus pendula) a tűlevelűek (Pinopsida) osztályának fenyőalakúak (Pinales) rendjébe, ezen belül a ciprusfélék (Cupressaceae) családjába tartozó faj.

## Képek

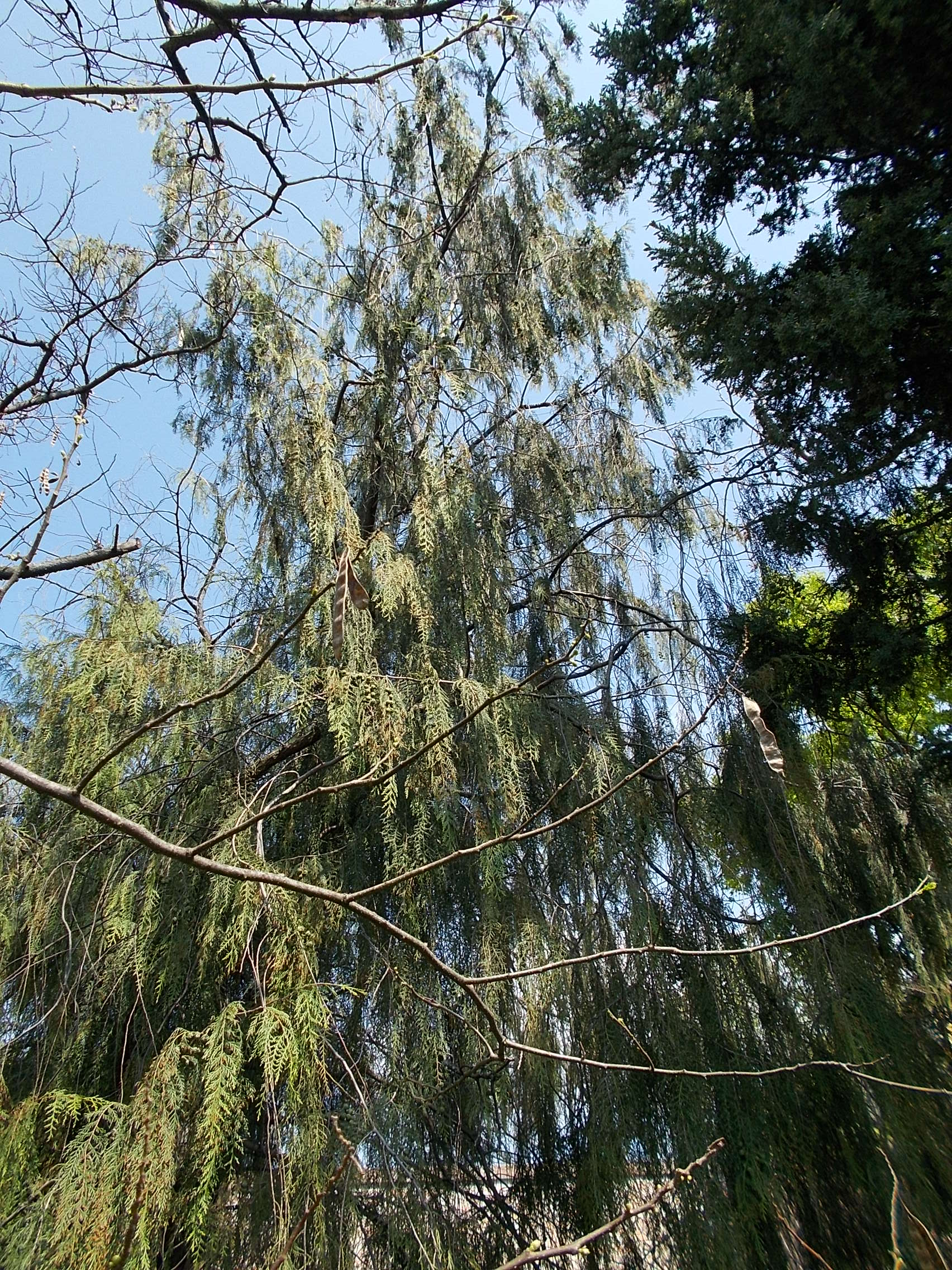
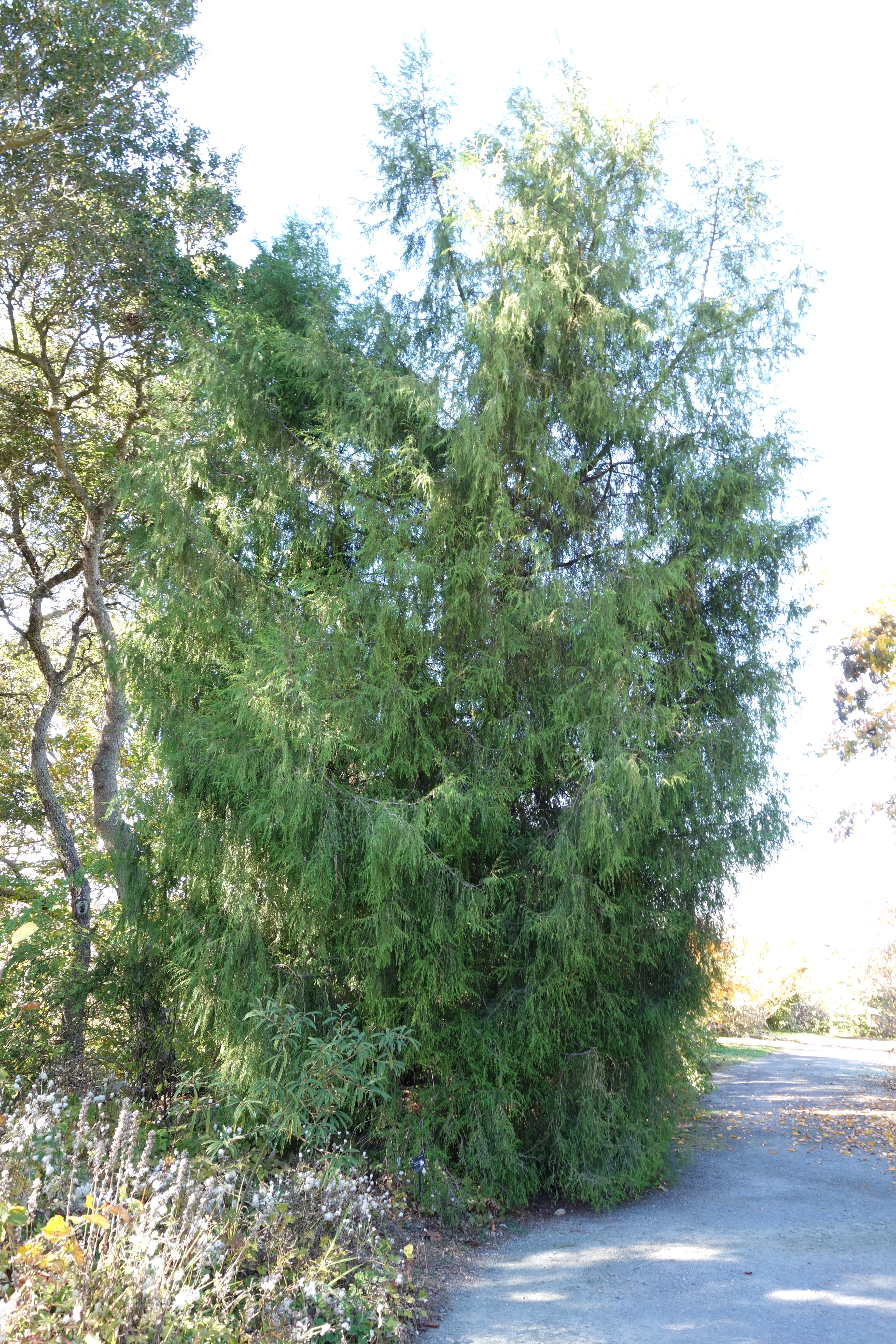
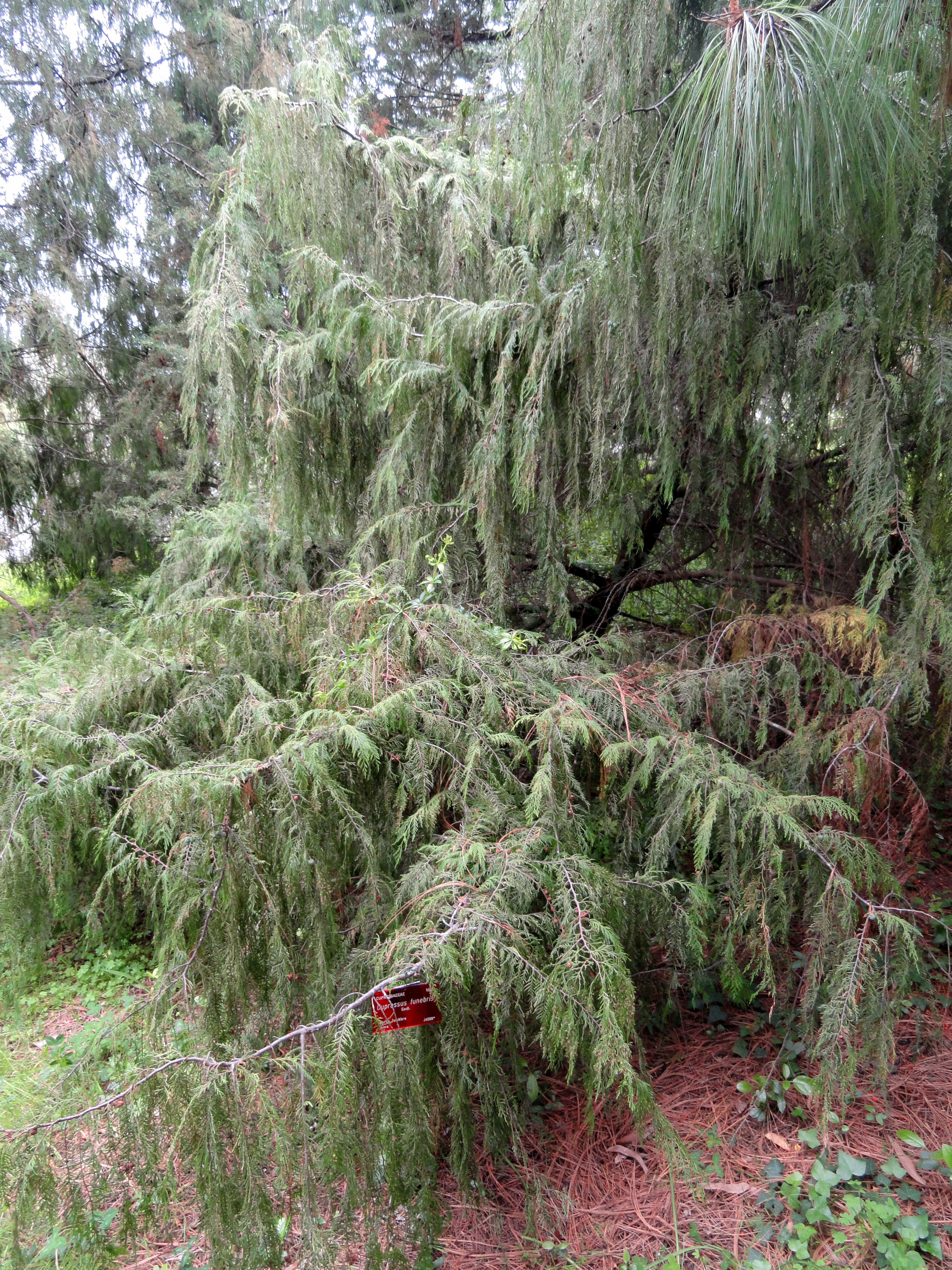
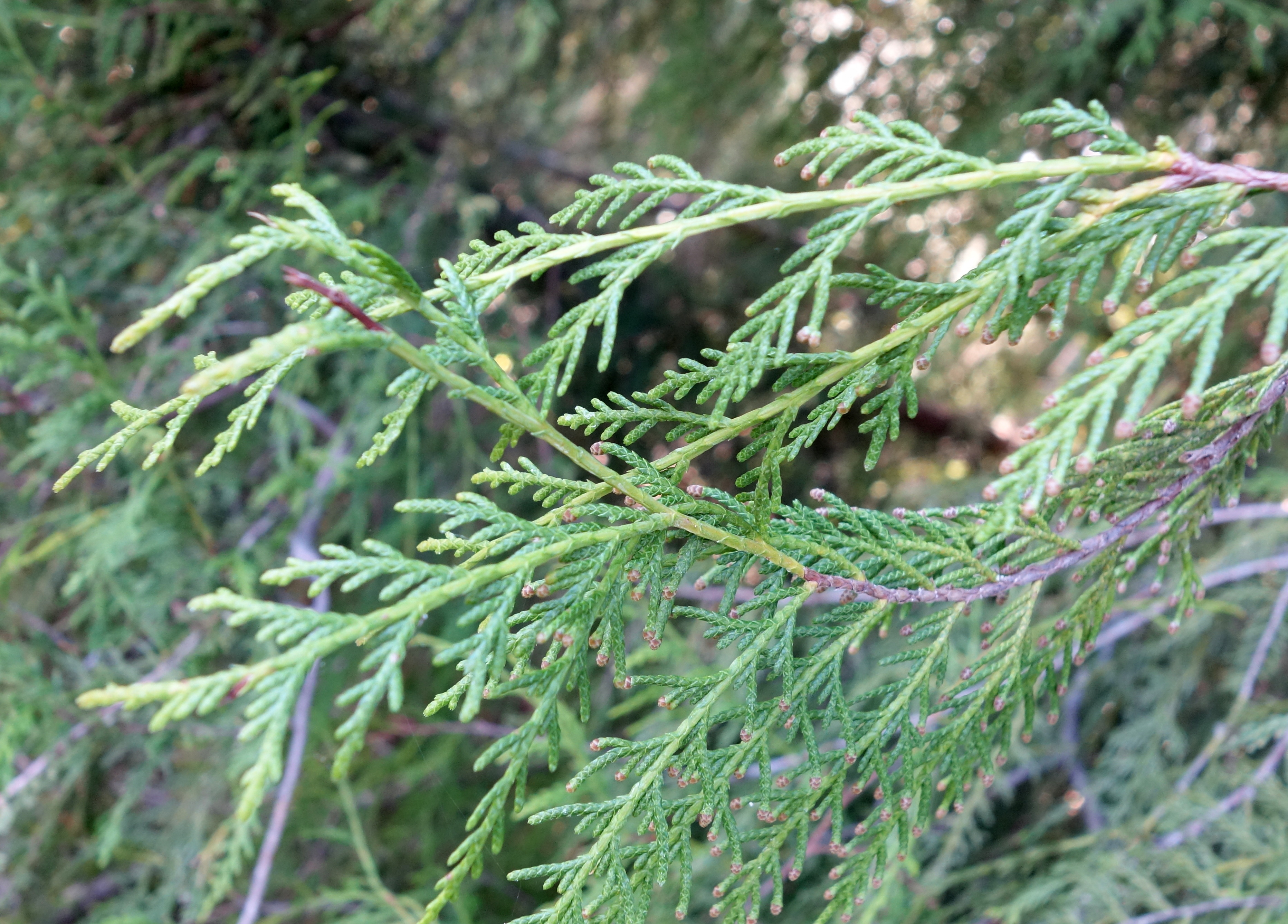
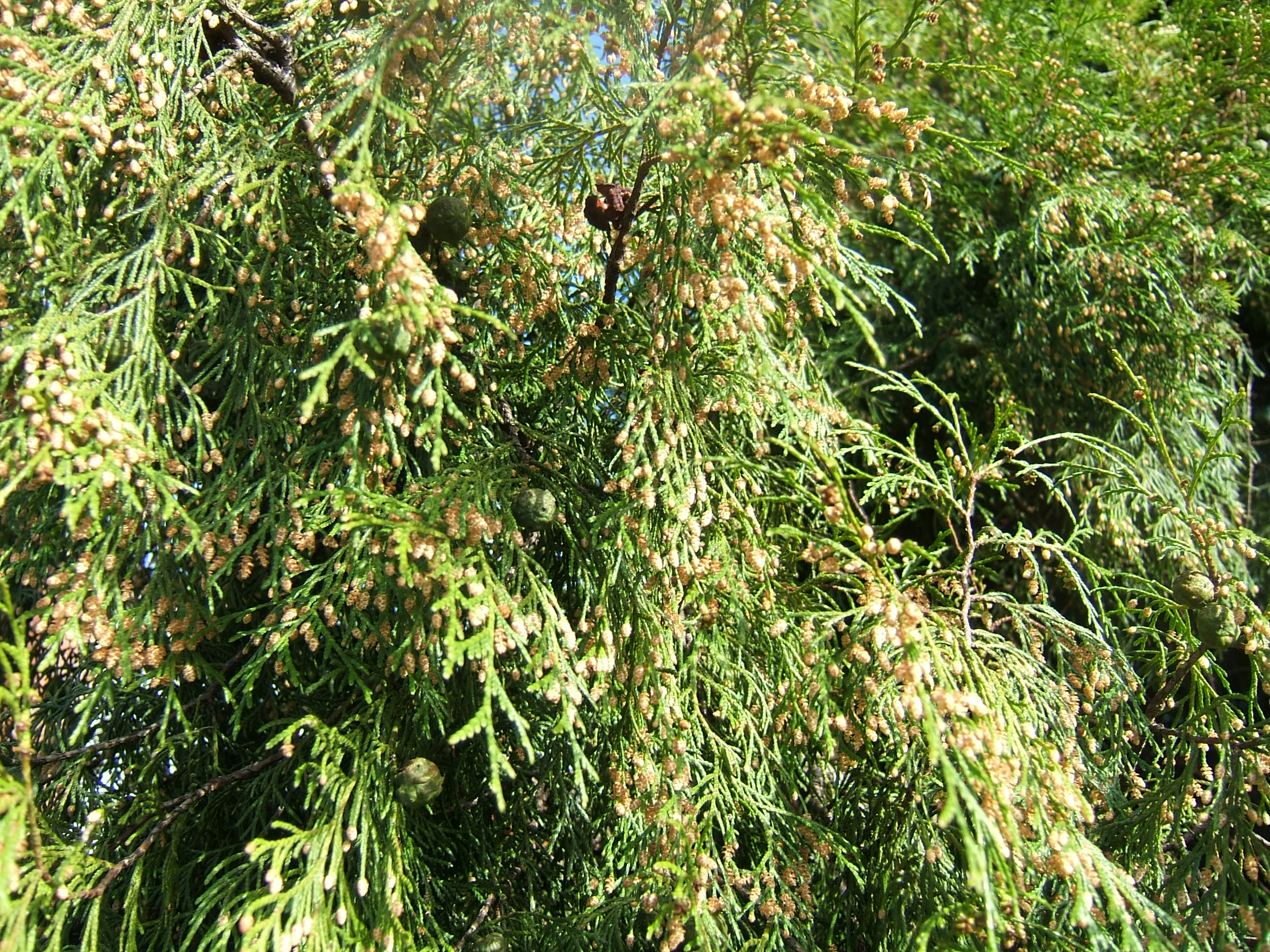

## Előfordulása
A nyugat-kínai szomorú ciprus eredeti előfordulási területe Kína. Az ország legnagyobb részén megtalálható, főleg a közepén. Az ember betelepítette Japánba és Vietnámba is. A világon több helyen díszfának ültetik.

## Megjelenése
20-35 méter magasra nő meg. A törzsének átmérője 2 méter is lehet. A levélzete kissé lapított, élénk zöld és sűrűn nő. A pikkelyszerű levelei akár 5 milliméter hosszúra is megnőnek. A fiatal magvastoboza 8-15 milliméter hosszú és 6-10 pikkely borítja; 24 hónapos korára sötétbarnává változik. A virágporos toboza, csak 3-5 milliméteres és kora tavasszal bomlik ki.